# EA Sports
EA Sports je zaštićeno ime pod vlasništvom tvrke Electronic Arts od 1993., a nastao je radi proizvodnje i (većinom) izdavanja sportskih videoigara. Nekada se radilo o "smicalici" Electronic Artsa, koji je pokušao spojiti stvarni život s igrama, pa su se zvali "EA Sports Network" (EASN) sa slikama odobrenja korištenja pravih sportskih komentatora, poput Johna Maddena, ali je EA Sports ubrzo "odrastao" i proizveo je mnoge poznate serijale videoigara, poput NBA Livea, FIFA-e, NHL-a, Madden NFL-a, i NASCAR-a. Većina ovih igara je proizvedeno u EA Canadi, Electronic Artsovoj podružnici u Burnabyju, British Columbia, kao i u EA Blackboxu u Vancouveru, British Columbia, te u EA Tiburonu u Maitlandu, Florida.
Nekadašnje geslo EA Sportsa, If it's in the game, it's in the game (hr:Ako je u igri, onda je u igri), kasnije samo It's in the game, prikazuje cilj tvrtke, prikazati stvarnost u igrama koliko god je to tehnologija dopuštala. Ovo geslo, koje je osmislio Don Transeth, napisao Jeff Odiorne, a izgovarao Andrew Anthony, je postalo kulturni povik ujedinjenja u "svemiru sporta". Za razliku od drugih tvrtki, EA Sports nema posebno proizvedene za određenu platformu, što znači da su sve igre izdane za najprodavanije aktivne platforme. Npr., FIFA 98, Madden NFL 98, NBA Live 98, i NHL 98 su izašle za Sega Genesis i Super NES tijekom 1997. godine; Madden NFL 2005 i FIFA 2005 su izašli za PlayStation tijekom 2004. godine (FIFA 2005 je bila i zadnja izdana igra za PlayStation); i NCAA Football 08 je izašla za Xbox u 2007., Madden NFL 08 je također izašao za Xbox, te za GameCube u 2007., što je bila i zadnja igra izdana za GameCube, kao što je Madden NFL 09 zadnja igra izdana za Xbox. Uz to, igre NASCAR Thunder 2003 i NASCAR Thunder 2004 su, osim za PlayStation 2, izašle i za PlayStation konzolu.

## Videoigre
Većina EA Sportsovih igara su istaknute po godinama, npr. serijal FIFA: poredan je po godinama od '94' do '10. Također, EA Sports je vodeći nabavitelj službenih licencija; nije nepoznato da su slične videoigre izlazile u kratkom razdublju, ali su bile drukčije zbog licencija: FIFA 98 je izašla malo prije igre World Cup 98 (zbog EA-ove licence za nogometna svjetska i europska prvenstva, zbog toga se igre pojavljuju u intervalima od četiri godine). Isto se događa i s igrama američkog nogometa i košarke, koji su bazirani na sezonama Madden NFL-a i NBA.
Sljedeći popis prikazuje najpoznatije EA Sportsove serijale, u zagradi se nalazi godina početka proizvodnje navedenog serijala:
- Madden NFL serijal (1988.)
- NCAA Football serijal (1993.)
- EA Sports GameShow (2008.)
- NBA Live serijal (1994.)
- NCAA March Madness serijal, 2003.
- MVP Baseball serijal
- NHL serijal, (1991.)
- FIFA serijal, (1993.)
  - UEFA Champions League serijal (2004.)
  - FIFA World Cup serijal (1998.)
  - UEFA Euro serijal (2000.)
  - "Manager" serijali (1997.)
- PGA Tour serijal, (1990.)
- NASCAR serijal (1997.)
- Knockout Kings
- Cricket serijal
- Fight Night serijal
- Rugby (rugby union) serijal
- Rugby League serijal

Sljedeći popis prikazuje najpoznatije EA Sportsove jedinstvene videoigre:
- Arena Football
- Grand Slam Tennis
- EA Sports Active: Personal Trainer

## Videoigre po godinama
| - FIFA Football 2004 - Total Club Manager 2004 - Madden 04 - NASCAR Thunder 2004 - NBA Live 2004 - NHL 04 - NCAA March Madness 2004 - FIFA Football 2005 - Total Club Manager 2005 - Madden 05 - MVP Baseball 2005 - NASCAR 2005: Chase for the Cup - NCAA March Madness 2005 - NBA Live 2005 - NHL 05 - Rugby 05 - Tiger Woods PGA Tour 05 - FIFA 06 - FIFA Manager 06 - FIFA World Cup 06 - Madden 06 - MVP NCAA Baseball 2006 - NASCAR 06: Total Team Control - NBA Live 06 - NCAA Football 06 - NCAA March Madness 06 - NHL 06 - Rugby 06 - Tiger Woods PGA Tour 06 - Cricket 07 - FIFA 07 - FIFA Manager 07 - Madden 07 - MVP NCAA Baseball 2007 - Nascar 07 - NBA Live 07 - NCAA Football 07 - NCAA March Madnes 07 - NHL 07 - Tiger Woods PGA Tour 07 - FIFA 08 - FIFA Manager 08 - Madden NFL 08 - NBA Live 08 - NCAA Football 08 - NCAA March Madness 08 - NFL Tour - NHL 08 - NASCAR 08 - Rugby 08 - Tiger Woods PGA Tour 08 - UEFA Euro 2008 | - EA SPORTS Active - EA SPORTS Active: More Workouts - FIFA 09 - FIFA Manager 09 - Fight Night Round 4 - Grand Slam Tennis - Madden NFL 09 - NASCAR 09 - NBA Live 09 - NCAA Football 09 - NCAA Basketball 09 - NFL Head Coach 09 - NHL 09 - Tiger Woods PGA Tour 09 - 2010 FIFA World Cup South Africa - EA SPORTS MMA - EA Sports Active 2 - FIFA 10 - FIFA Manager 10 - Madden NFL 10 - NCAA Basketball 10 - NCAA Football 10 - NHL 10 - NBA Live 10 - NASCAR Kart Racing - Tiger Woods PGA Tour 10 - FIFA 11 - FIFA Manager 11 - Fight Night Champion - Madden NFL 11 - NBA Elite 11 - NBA JAM - NCAA Football 11 - NHL 11 - NHL Slapshot - Tiger Woods PGA Tour 11 |

## Vanjske poveznice
- Službena stranica (engl.)
- EA Sports serijali kod MobyGames-a (engl.)
- EA SPORTS GameShow (engl.)
- EA NHL (dodatna stranica) (engl.)
- Komentator Madden NFL-a, Tony Bruno  Arhivirana inačica izvorne stranice od 30. ožujka 2019. (Wayback Machine) (engl.)
- Vijesti na NFL exclusive (engl.)
- Vijesti: odbijanje NBA na ponudu (engl.)
- Vijesti na AFL exclusive (engl.)
- Vijesti na ESPN deal (engl.)
- EA Sports signs Lewis Hamilton? (engl.)